# P.M.
Et P.M. (pro memoria, "huskeseddel") eller Aide-mémoire betegner i diplomatisk sammenhæng et dokument, som tjener til at understøtte en demarche. Et P.M. indeholder ikke høflighedsformler, men er en rent saglig fremstilling, holdt i 3. person. 